# Anathallis graveolens
Anathallis graveolens är en orkidéart som först beskrevs av Guido Frederico João Pabst, och fick sitt nu gällande namn av Fábio de Barros. Anathallis graveolens ingår i släktet Anathallis och familjen orkidéer. Inga underarter finns listade i Catalogue of Life.